# Промотор (біологія)
Промотор — регуляторна ділянка ДНК, розташована перед (у напрямку до 5' кінця молекули) відкритою рамкою зчитування гену або на початку оперону, забезпечуючи контроль транскрипції цього гену або оперону. Кожний ген або оперон може мати більш ніж один промотор, що регулюються окремо один від одного, та, крім того, інші регуляторні ділянки. Промотор є необхідним для ініціації транскрипції.

## Прокаріоти

### Будова бактеріального промотору
Типовий бактеріальний промотор містить 2 послідовності:
- у положенні -10 (за десять нуклеотидів від старт-кодону АТГ) — послідовність TATAAT (Прибноу-бокс)
- у положенні -35 — послідовність ТТГАЦА

Ці послідовності є консервативними, але окремі нуклеотиди можуть варіювати у різних видів і генів. Крім того, такі елементи впізнаються лише сигма-субодиницею РНК-полімерази масою 70 кілодальтон, інші ізоформи впізнають інші послідовності.
Поблизу промотора можуть бути розташовані інші регуляторні послідовності: оператори, цис-елементи. Гени бактерій часто об'єднані в оперони — групи генів, які кодують певний біохімічний шлях, спільно регулюються і розташовані близько один до одного на хромосомі. Оперони можуть мати один або декілька промоторів. Лактозний оперон, який було описано першим, має лише один промотор, завдяки якому транскрибується три гени.

### Ініціація транскрипції
Промотор розпізнається фактором ініціації транскрипції — сигма-субодиницею РНК-полімерази. Поки сигма-субодиниця перебуває у комплексі з полімеразою, вона перебирає послідовності ДНК, поки не наштовхнеться з промотором, до послідовності якого у неї найбільша спорідненність. Від'єднання фактору ініціації від промотору відбувається одночасно з елонгацією транскрипції.
Промотори можуть мати різну «силу промотора», тобто зв'язуватися з РНК-полімеразним комплексом з різною ефективністю. Слабкі промотори вимагають додаткових факторів для початку транскрипції. Сила промотора також залежить від рівня суперспіралізації бактеріальної ДНК: у разі наявності негативного скручування молекули, вона починає плавитись і транскрипція починається швидше.

## Еукаріоти
Еукаріоти мають 3 класи РНК-полімераз, кожен з яких має власні промотори і механізми ініціації транскрипції.

### Будова промотору РНК-полімерази II
Промотори РНК-полімерази II звичайно містять три групи елементів: проксимальні, дистальні і базальні. Проксимальні знаходяться у зоні між -200 та -50 нуклеотидами вище за точку старту транскрипції. Дистальні можуть знаходитися будь-де.
До базальних елементів промотору належать:
- ТАТА-бокс, який лежить близько -30 нуклеотидів від старту
- ініціаторний елемент — близько старту
- низовий елемент (DPE, Downstream Promoter Element) — близько +30 пар основ від старту
- ГЦ-бокс, який знаходиться вище ТАТА-боксу.

Не всі гени еукаріотів мають такі елементи.

### Ініціація транскрипції
У еукаріотів РНК-полімераза II, яка відповідальна за синтез більшості мРНК і некодуючих РНК, являє собою білковий комплекс з 12 субодиниць. Для ініціації транскрипції на промоторі має зібратися пре-ініціаторний комплекс з 6 субодиниць.
Із ТАТА-боксом зв'язується білок TBP (англ. TATA-box binding protein), який розкручує ДНК у місці промотору. Цей білок має декілька кофакторів, які пізнають інші ділянки промотору (низовий елемент, ГЦ-бокс), якщо певний ген не має ТАТА-боксу.